# Erik Ehnwall
Erik Adolf Ehnwall, född 2 juli 1905 i Oskarshamn, död 20 maj 1985 i Solna, var en svensk musiklärare och dirigent.
Erik Ehnwall avlade organist- och kyrkosångarexamen vid Musikkonservatoriet i Stockholm 1929, musiklärarexamen 1933 och kantorsexamen 1935.
Ehnwall verkade som musiklärare i Stockholm och grundade tillsammans med Sven Appelquist Akademiska kören i Stockholm 1931 och var dess dirigent 1935–1943. Han var också ledare för Stockholms damkör 1933–1958 samt för Stockholms Allmänna Sångförening 1942–1965.